# Chrysodema flavicornis
Chrysodema flavicornis es una especie de escarabajo del género Chrysodema, familia Buprestidae. Fue descrita científicamente por Saunders en 1874.